# Kuurne-Bruxelles-Kuurne 1981
La Kuurne-Bruxelles-Kuurne 1981, trentasettesima edizione della corsa, si svolse il 1º marzo su un percorso di 205 km, con partenza e arrivo a Kuurne. Fu vinta dal belga Jos Jacobs della squadra Capri Sonne davanti al connazionale Jean-Luc Vandenbroucke e al francese Hubert Linard.

## Ordine d'arrivo (Top 10)
| Pos. | Corridore              | Squadra               | Tempo    |
| ---- | ---------------------- | --------------------- | -------- |
| 1    | Jos Jacobs             | Capri Sonne           | 5h42'00" |
| 2    | Jean-Luc Vandenbroucke | La Redoute-Motobecane | s.t.     |
| 3    | Hubert Linard          | Peugeot-Esso-Michelin | s.t.     |
| 4    | Rudy Pevenage          | Capri Sonne           | s.t.     |
| 5    | Roger De Vlaeminck     | DAF Trucks-Cote d'Or  | s.t.     |
| 6    | Ferdi Van den Haute    | La Redoute-Motobecane | s.t.     |
| 7    | Yvan Lamote            | Eurobouw              | s.t.     |
| 8    | Jan Bogaert            | Vermeer-Thijs         | s.t.     |
| 9    | Ludo Delcroix          | Capri Sonne           | s.t.     |
| 10   | René Van Gils          | Eurobouw              | s.t.     |